# مستي
مستي هي قرية مغربية وجماعة قروية وسط غربي المغرب. تنتمي مستي لإقليم سيدي إفني التابع لجهة كلميم واد نون، تضم هذه الجماعة القروية 3.549 نسمة (إحصاء رسمي 2004).